# Храм Александра Невского (Харьков)
Свято-Александро-Невский храм — православный храм в Харькове при Харьковской областной психиатрической больнице № 3 (бывшей городской 15-й), более известной как Сабурова дача. Построен в начале XX века на деньги обеспеченных харьковчан. Принадлежит к Харьковской и Богодуховской епархии Украинской православной церкви Московского патриархата.

## Строительство храма

### Храм в больнице
В харьковской больнице для людей с психическими расстройствами проводились богослужения задолго до строительства каменного храма. Для проведения литургии в помещении Сабуровой дачи (губернатор Пётр Сабуров построил дачу для дочери, страдавшей психическим расстройством, в которой после смерти генерала устроили клинику для душевнобольных) имелась крохотная молельная комната (ныне в ней размещается швейная мастерская). Из-за того, что она была очень тесной и многие больные с трудом выстаивали в тесноте и духоте церковную службу от начала и до конца, пациенты могли посещать молельную комнату только по очереди. На земских собраниях неоднократно обсуждался вопрос строительства отдельного каменного храма, но вопрос постоянно откладывался из-за отсутствия средств. В 1900 году член губернской управы Леонид Лесевицкий предложил основать фонд в 10 тысяч рублей, с учётом, что сумма будет набираться постепенно, по одной тысяче в год.
Спустя несколько лет причт больничной церкви попытался ускорить процесс сбора средств на строительство полноценного храма. В 1904 году при поддержке Василия Колокольцева губернская управа ходатайствовала перед губернским земским собранием об ассигновании 12 тысяч рублей на постройку храма в честь 75-летнего юбилея больничной церкви (23 ноября 1905 года). Собранием было решено ходатайство удовлетворить, и в 1905 году началось строительство новой большой церкви по проекту Михаила Ловцова. Архитектор лично следил за продвижением строительства.

### Первые годы после возведения
Несмотря на то, что Михаил Ловцов взял шефство над постройкой храма, строителям не удалось осуществить всех задумок автора. Через год церковь лишь наполовину была покрыта железом, денег на установление нормальной крыши не было.
В 1906 году представители антицерковного движения предлагали использовать недостроенную церковь в качестве конюшен и цейхгаузов. Однако Губернская Управа в том же году нашла средства, необходимые для завершения строительства. И в 1907 году строители закончили возведение церкви. 22 ноября было совершено первое всенощное бдение при участии настоятеля — отца Михаила Слуцкого, а на следующий день, 23 ноября, храм был освящён архиепископом Харьковским и Ахтырским Арсением в честь Александра Невского.
До революции в храме непрерывно проводились службы. При нём действовала довольно обширная библиотека, книги духовного содержания из которой могли свободно читать прихожане и пациенты больницы. По ходатайству П. И. Плещеева Губернское Собрание выделяло средства на содержание церковного хора.

### Советские годы
В 1920 году храм был закрыт.
В советские годы в здании церкви размещался архив 15-й психиатрической больницы. Храм практически полностью переделали, и о том, что когда-то здание представляло собой культовое сооружение, можно было понять только по сохранившимся особым арочным окнам. Его перекрасили в белый цвет, под общий вид больницы, купола сняли, а вместо них построили обычную двускатную крышу.
К храму была пристроена кинобудка, внутри оборудована сцена с опускающимся экраном, купол изнутри был перекрыт огромными швеллерами и забетонирован (на втором этаже планировалось открыть шахматную секцию).

### Храм после перестройки

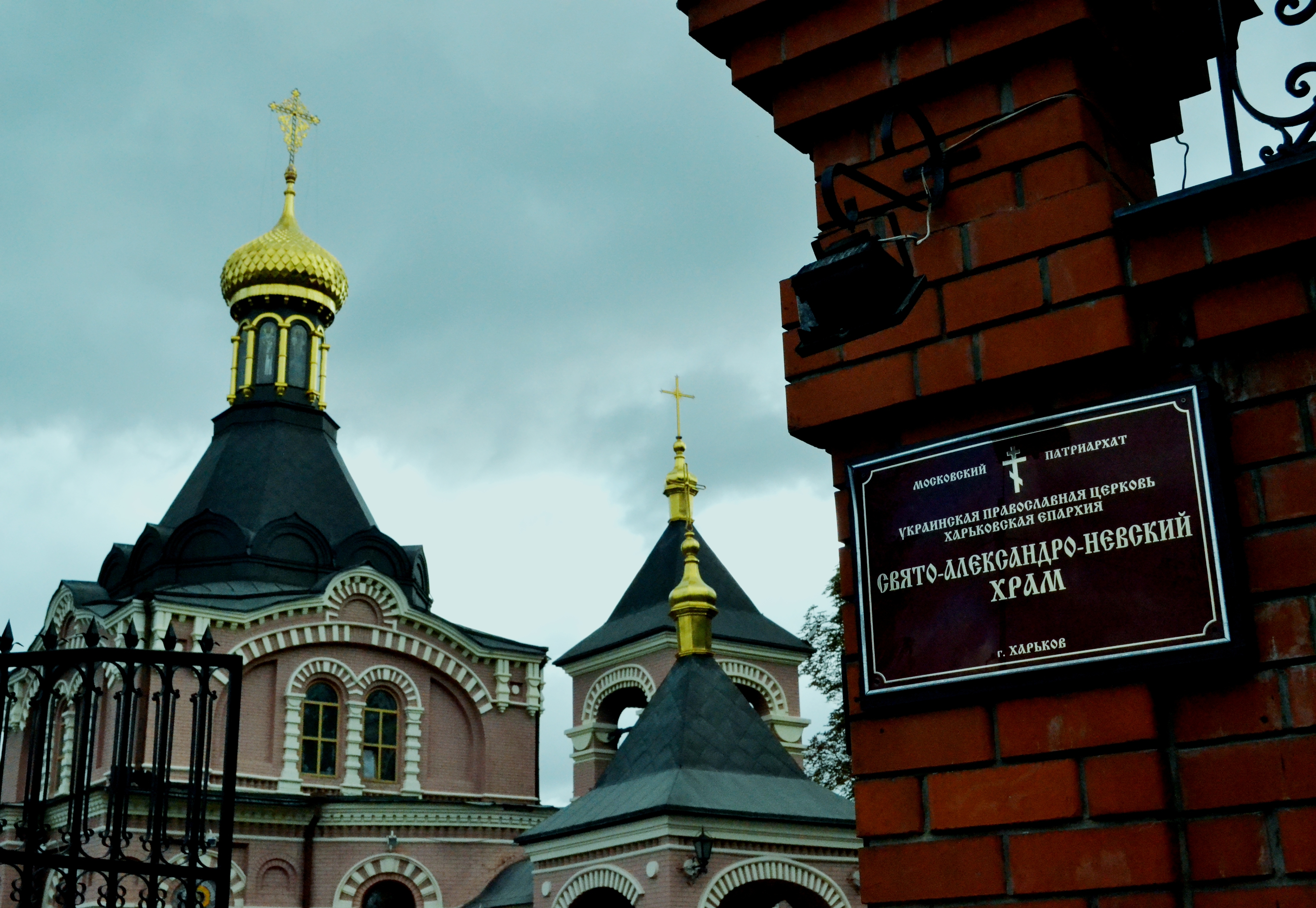
Вид со входа

В начале 1990 года решением исполкома Московского района Харькова здание Александро-Невского храма было передано Харьковской епархии. Сперва настоятелем церкви назначили священника Петра Люшукова, однако вскоре настоятелем стал протоиерей Пётр Козачков.
Служба в храме началась не сразу. Архив больницы достаточно долго не могли вывезти в другое место, а потому первые богослужения проходили в одной из комнат переоборудованного под архив храма. Первую после продолжительного перерыва Божественную литургию совершил митрополит Харьковский и Богодуховский Никодим.
На протяжении ещё нескольких лет здание церкви часто терпело различные бедствия. Зимой 1991 года кто-то из рабочих психиатрической больницы перекрыл ночью на некоторое время подачу тепла в храм, в результате чего вода в трубах, ведущих в подвал храма, замёрзла, а при оттаивании трубы лопнули. Подвал быстро наполнился горячей водой, были испорчены служебные книги, облачения, местами обваливалась штукатурка. Подобный случай, по воспоминаниям Петра Козачкова, произошёл и годом позже.
В восстановлении храма участвовал генеральный директор завода «Поршень» Николай Куцын.

## Архитектура храма

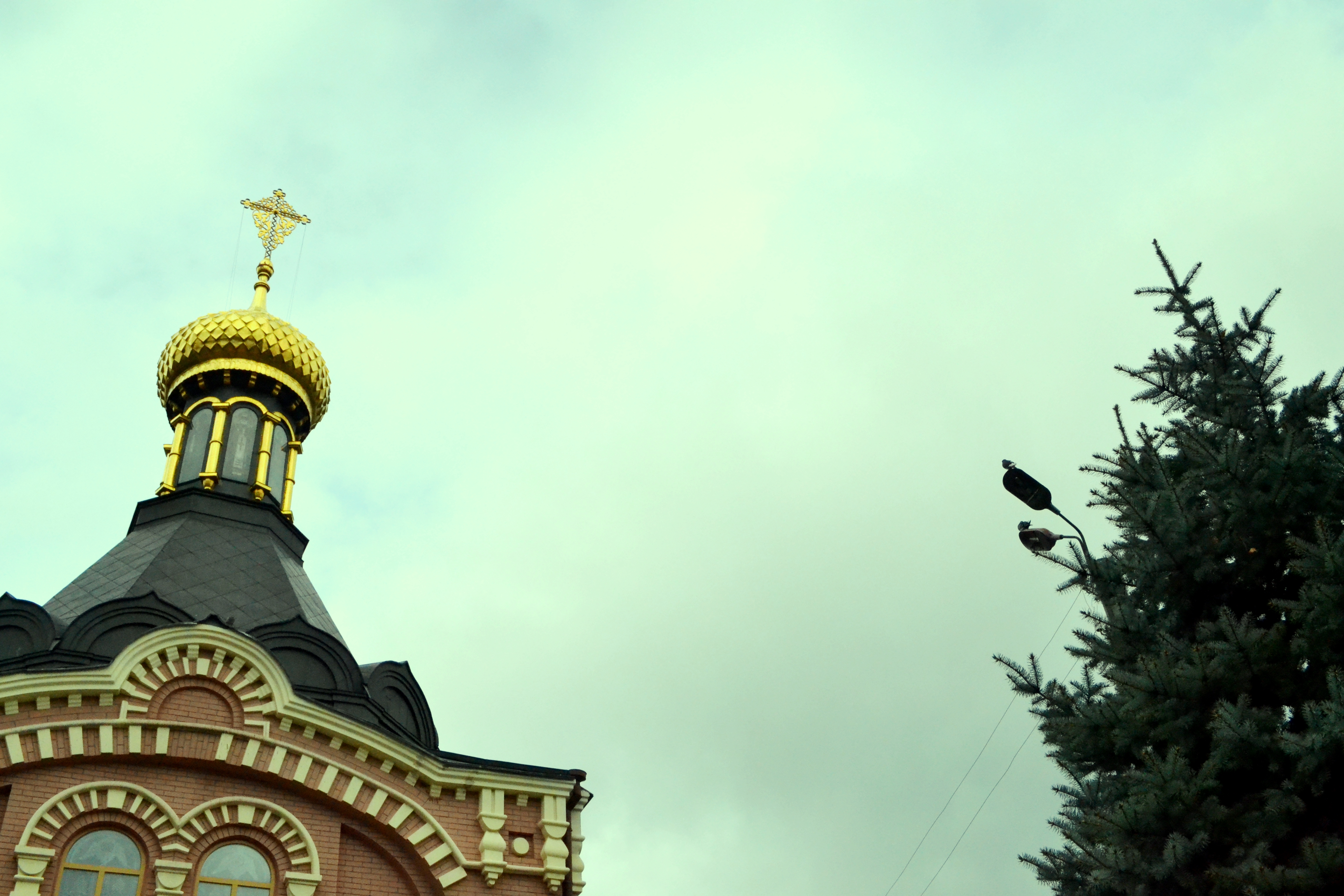
Купол храма

Храм был построен по проекту Михаила Ловцова в стиле времён Московских царей XVII в. в соединении с современными периоду возведения особенностями. Первоначально он представлял собой продолговатый четырёхугольник с колоннами, на которых покоился купол. С восточной стороны имелось полукружие. Во внешнем виде здания преобладал зеленовато-фисташковый тон. Пол храма был сделан из Беренгеймских плиток, под половиною храма помещался подвальный этаж. По обеим сторонам алтаря размещались две комнаты — ризница с архивом и помещение для пономаря. В дореволюционные времена отапливался, как и прочие здания больницы, паром из общего паровика.
После забвения храму попытались вернуть былой облик. Двускатную крышу демонтировали, а на её место вернули металлические купола, которые были изготовлены на заводе «Серп и Молот». Кое-где в храме сохранились куски лепнины.
Храм вмещает в себя около 1000 человек. Общая стоимость строительства первоначального варианта храма составляла 25 тысяч рублей.

## Факты о храме
- Архиепископ Харьковский и Ахтырский Арсений высоко ценил художественную отделку храма и его устройство, и называл его лучшей домовой церковью Харькова.
- На территории храма находится небольшой птичник. В нём обитают в основном павлины.
- Напротив храма в 2004 году установлен памятник Александру Невскому[1]. Автор скульптуры — Сейфаддин Гурбанов. В 2022 году памятник демонтировали.